# Schneekragen

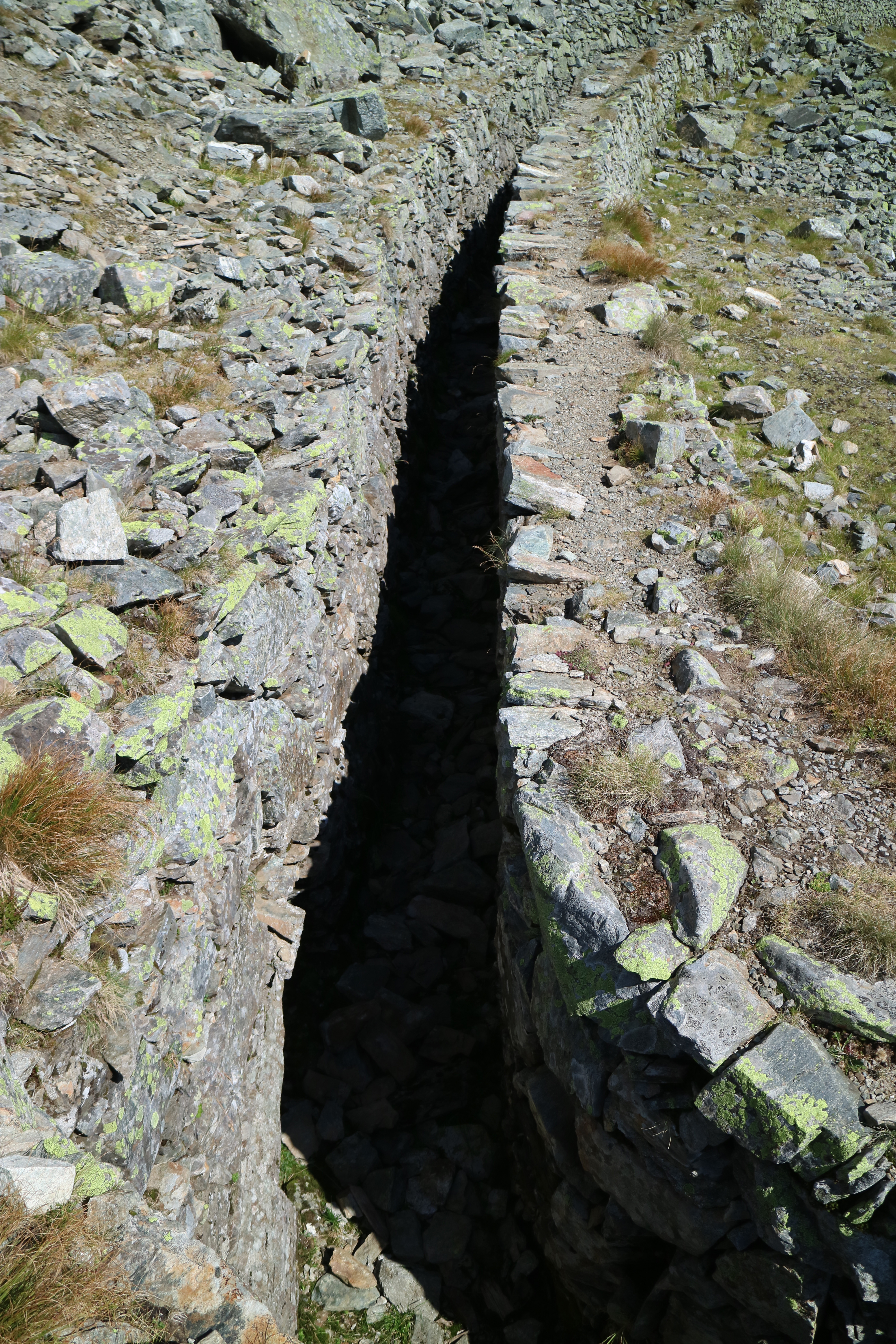
Freiliegender Schneekragen an der Zinkwand in den Schladminger Tauern

Ein Schneekragen oder Schneehals war ein für den hochalpinen Bergbau charakteristischer Schutzgang. Dabei handelte es sich um gegrabene oder gemauerte Laufgänge, die oben mit Holzpfosten oder Rundholz gedeckt waren und so ganzjährig einen einigermaßen lawinensicheren Zugang zu den Stollen ermöglichten. Darüber hinaus boten sie Schutz vor Wechten und sicherten die Begehung von Tiefschneepassagen.
Da Knappenhäuser, Werksgebäude und Aufbereitungsanlagen oft durch ein System von Schneekragen mit den Mundlöchern verbunden waren, blieb den Knappen das Schneeschaufeln erspart. Die nicht selten aus Trockenmauerwerk gefertigten Gänge erreichten kaum Mannshöhe und mussten in geduckter Haltung oder kriechend durchquert werden.
Aufgrund von durch Verwehungen versperrten Eingängen blieb mancher Schneekragen zeitweise unpassierbar, und die Bergleute mussten etwa Dynamitkisten, die im Sommer von Pferden transportiert wurden, mühsam durch die Gefahrenzone tragen.
Für touristische Zwecke revitalisierte Schneekragen finden sich etwa in den historischen Gold- und Silberbergbaurevieren im Rauriser- und Gasteiner Tal in den Hohen Tauern oder in der Südtiroler Knappensiedlung St. Martin am Schneeberg.

## Beispiele
- Stollenlehrpfad Zinkwand-Vöttern, Schladminger Tauern
- Tauerngold-Rundwanderweg beim Schutzhaus Neubau, Goldberggruppe (Hohe Tauern)
- Bockhart, Goldberggruppe (Hohe Tauern)
- Bergwerk unterm Himmelreich, Schneeberg, Stubaier Alpen
- Veitstollen, Schneeberg, Stubaier Alpen